# Estlands grundlag
Estlands grundlag, formellt Republiken Estlands grundlag (estniska: Eesti Vabariigi põhiseadus), är Republiken Estlands nuvarande konstitution som trädde i kraft 3 juli 1992, efter att den 28 juni samma år beslutats genom en folkomröstning.

## Tillkomsthistoria
Estland uppstod som självständig stat 24 februari 1918. År 1920 trädde den första grundlagen i kraft, med ett utpräglat parlamentariskt system där riksäldsten, som valdes av parlamentet, förenade regeringschefs- och statschefsämbetet. I oktober 1933 antogs en ändring i grundlagen, som trädde i kraft 24 januari 1934; 1 januari 1938 ersattes den av den grundlag som gällde fram till Sovjetunionens ockupation 1940. 1930-talets konstitutionella reformer syftade bland annat till att stärka statschefens ställning och skilja på statschefs- och regeringschefsämbetena inom en semipresidentiell regeringsform; i praktiken dominerades denna period i Estlands politiska historia av Konstantin Päts autokratiska regering från och med statskuppen i Estland 1934. Från att 1938 års konstitution trädde i kraft titulerades Päts president.
I och med den sovjetiska ockupationen 1940 förlorade Estland sin självständighet som stat och inkorporerades som Estniska SSR i Sovjetunionen. Huvuddelen av väststaterna, bland dessa USA och Västtyskland, erkände aldrig Estniska SSR formellt. Den 24 februari 1990 beslutade Estniska SSR:s Högsta sovjet att stryka den 6:e artikeln i Estniska SSR:s författning som gav kommunistpartiet maktmonopol.
Den 20 augusti 1990 förklarade sig Estland självständigt från Sovjetunionen och att landet återupprättats som självständig stat. En författningsförsamling arbetade från 13 september 1991 till 10 april 1992 en ny grundlag, som antogs genom en folkomröstning 28 juni 1992 med 91,1 procent av de avgivna rösterna. Kort därefter trädde grundlagen i kraft på basis av bestämmelserna i första paragrafen i 1938 års författning.
Den nuvarande grundlagen omfattar element från både 1920 och 1938 års grundlagar. De kan ses som en kompromiss mellan den förras utpräglade parlamentarism och den senares auktoritära drag med en stark exekutiv makt. Även erfarenheter från Sovjetockupationen inkorporerades i författningsförslaget som antogs, med en tydligt liberal och demokratisk prägel.